# (36013) 1999 NZ39
1999 NZ39 (asteroide 36013) é um asteroide da cintura principal. Possui uma excentricidade de 0.14869540 e uma inclinação de 9.19103º.
Este asteroide foi descoberto no dia 14 de julho de 1999 por LINEAR em Socorro.